# Take Me as I Am (Tornike Kipiani-sang)
"Take Me as I Am" er en sang af den georgiske sanger Tornike Kipiani. Den skulle have repræsenteret Georgien ved Eurovision Song Contest 2020, som derefter blev aflyst p.g.a Coronaviruspandemien.